# Laura Russo
Laura Garcia Moreno Russo (Rio de Janeiro, RJ, 20 de fevereiro de 1915 - São Paulo, SP, 30 de abril de 2001) foi uma bibliotecária brasileira que exerceu um papel fundamental na elaboração e aprovação da legislação do bibliotecário no Brasil.
Laura Russo foi uma das responsáveis pela regulamentação da profissão no final da década de 1950 e também pela fundação da Federação Brasileira de Associações de Bibliotecários (FEBAB), sendo sua primeira presidente. Presidiu também o Conselho Federal de Biblioteconomia (1966-1968). Como bibliotecária, trabalhou na Santa Casa de Misericórdia de São Paulo, na Academia Paulista de Letras e foi diretora da Biblioteca Mário de Andrade.

## Educação
Laura Russo se formou em 1942 em Biblioteconomia pela Escola Livre de Sociologia e Política (atual Fundação Escola de Sociologia e Política de São Paulo), e em Documentação pela mesma instituição em 1959.
Em 1954, realizou o curso de Formação Profissional de Professor na Escola Normal Dr. Veiga Filho, em São Paulo.
Estudou biblioteconomia na Biblioteca Nacional de Madrid, recebendo em 1958, o título de mestre em Biblioteconomia e Arquivística.
Realizou cursos de especialização em biblioteconomia nos Estados Unidos na década de 1960. Em 1975, se formou um Direito pela Universidade de São Paulo.

## Carreira
Trabalhou como bibliotecária na Santa Casa da Misericórdia de São Paulo entre 1942 e 1950, passando a atuar de 1950 a 1952 como bibliotecária da Primeira Clínica Cirúrgica de Mulheres. Em 1947, recebeu um prêmio da Associação Paulista de Bibliotecários, pelo seu trabalho em bibliotecas hospitalares. Em 1951, fundou a Biblioteca Circulante Prof. Celestino Bourroul para pacientes da Santa Casa.
Trabalhou como bibliotecária na Prefeitura de São Paulo, atuando de 1942 a 1959 na seção de Aquisição e Registro da Biblioteca Mário de Andrade. De 1959 a 1961 foi Bibliotecária Chefe da seção de Psicologia Infantil na Biblioteca Monteiro Lobato, retornando como Bibliotecária Chefe da seção de Aquisição e Registro da Biblioteca Mario de Andrade entre 1961 e 1968, e, finalmente, agindo como Diretora da Biblioteca Mário de Andrade em 1968.
Entre 1955 e 1957, trabalhou como bibliotecária da Casa Cervantes (atual Centro Universitário Ibero-Americano), recebendo em 1957 uma homenagem e placa de prata da instituição.

### Participação em associações profissionais
Em 1959 foi fundada a Federação Brasileira de Associações de Bibliotecários - FEBAB a partir de uma proposta apresentada por Laura Russo e Rodolfo Rocha Júnior no II Congresso de Biblioteconomia e Documentação em Salvador. Em 1961, Laura Russo foi eleita a primeira diretora da FEBAB.
Russo editou o Boletim Informativo FEBAB entre 1961 e 1970, e a Revista Brasileira de Biblioteconomia e Documentação de 1973 a 1977.
Em 1966, Russo participou da criação do Conselho Federal de Biblioteconomia (CFB) e os Conselhos Regionais, presidindo a primeira gestão do CFB.

### Regulamentação da profissão
Russo redigiu com o auxílio de Maria Helena Brandão o documento que viria a ser transformado em projeto de lei e, posteriormente na Lei 4.084/62, dispondo sobre a profissão de bibliotecário e regulamentando seu exercício.
Fundamentalmente, o objetivo era a criação de uma reserva de mercado, garantindo que apenas os graduados em Biblioteconomia pudessem exercer a profissão. Como efeito colateral, esperava-se alcançar uma maior visibilidade e respeito profissional.
Ainda em 1962, recebe homenagem e placa de prata da Associação Paulista de Bibliotecários pelo trabalho desenvolvido para a regulamentação da profissão.

### Código de ética do bibliotecário
Laura Russo elaborou a primeira versão do Código de Ética Profissional do Bibliotecário em 1961. Em 1963, o Código de Ética Profissional foi aprovado com poucas no IV Congresso Brasileiro de Biblioteconomia e Documentação, sob responsabilidade da FEBAB.
Em 1966, o Código de Ética passa a ter status de lei, sendo agora responsabilidade do CFB, que tem como objetivo maior a fiscalização do exercício e da ética profissional.

## Prêmio Laura Russo
Como homenagem a sua atuação profissional, o Conselho Regional de Biblioteconomia do Estado de São Paulo (CRB-8) criou em 1998 o Prêmio Laura Russo, que tem como objetivo reconhecer as iniciativas culturais e de incentivo ao uso da biblioteca e estímulo à leitura em São Paulo.

## Publicações notáveis
- RUSSO, Laura Garcia Moreno. A biblioteconomia brasileira, 1915-1965. Instituto National do Livro, 1966.